# Фабрісіано Гонсалес
Фабрісіано Гонсалес Пенелас (ісп. Fabriciano González Penelas), більш відомий як Фабрі (ісп. Fabriciano «Fabri» González Penelas; нар. 25 квітня 1955, Сан-Педро, Іспанія) — колишній іспанський футболіст, півзахисник. По закінчені ігрової кар'єри футбольний тренер. У 2019 році очолював тренерський штаб львівських «Карпат».
Фабрі розпочав тренувати ще у 1980-х роках, однак яскраво не проявив себе ані на батьківщині, ані за кордоном, встигнувши попрацювати в Португалії, Греції, Болівії та Україні. За кар'єру змінив понад 25 команд. З жодною не працював навіть 2 повні сезони, жодну не виводив хоча б на 100 матчів, тричі протягом одного року змінював по 3 клуби. Лише одного разу відсоток перемог команди Фабрі перевалив за 50 — «Картахеною» у Сегунді В сезону 2008/09. Він втрачав роботу після 3, 6, 7 матчів у клубах.

## Кар'єра
Народився в Сан-Педро-де-Санта-Комба, Луго. Грав на позиції правого півзахисника виключно в нижчих лігах своєї країни, здебільшого з рідної Галісії. Він представляв «Хостелерія», «Луго», «Вівейро», «Вілалбес» та «Санта-Комба», при цьому в останньому вже був граючим тренером.
Розпочав як тренер також з регіональними невеличкими командами, а першим серйозним досвідом стала робота з «Мерідою», що виступала в Сегунді. Після цього відбулась дебютна спроба потренувати в еліті іспанського футболу, але вона вийшла ще менш тривалою. Гонсалес був серед 5 тренерів, під керівництвом яких «Логроньєс» вилетів з Ла Ліги з рекордно низьким показником залікових балів — 13. Фабрі попрацював там лише 3 тижні, після чого працювати з командою прийшов інший тренер.
В подальшому Гонсалес тренував ряд іспанських і португальських клубів з нижчих дивізіонів. Найдовше тренеру вдалося затриматися в «Гранаді», яку він очолив 22 березня 2010 року. Це був найуспішніший період його діяльності — Фабрі очолив андалусійців у третьому дивізіоні та вивів команду в Сегунду. У наступному сезоні під його керівництвом «Гранада» через плей-оф вийшла у Прімеру. Це був історичний успіх для «насридів», які не грали в еліті з 1970-х років. Гранада на 6 років осіла в Ла Лізі, однак вже без Фабрі — він недопрацював навіть один сезон у вищому дивізіоні і був звільнений 22 січня 2012 року після розгромної поразки 0:3 від «Еспаньйола».
Після цього, очоливши вдруге «Уеску», він не встиг провести з нею бодай один офіційний матч — ще до початку сезону подав у відставку через особисті причини. Натомість на сезон 2012/13 очолив клуб Сегунди «Расінг» (Сантандер), але був звільнений після чотирьох місяців роботи.
8 січня 2013 року Фабрі був призначений головним тренером грецького «Панатінаїкоса», втім вже 31 березня він був звільнений від своїх обов'язків.
16 лютого 2016 року, після майже трьох років без роботи, Фабрі очолив інший клуб Сегунди «Понферрадіна», який не зумів врятувати від вильоту і був звільнений 26 квітня 2016 року.
У березні 2017 року Фабрі знову відправився працювати за кордоном, ставши головним тренером одного з аутсайдерів вищого дивізіону Болівії клубу «Петролеро», але не зміг покращити результати команди і пішов після 7 ігор, з яких він виграв лише одну, дві звів унічию і чотири програв.
22 грудня 2017 року став головним тренером новачка Сегунди клубу «Лорка». Прийнявши слабку команду з великими фінансовими проблемами посеред сезону 2017/18, він не мав шансів врятувати її від вильоту, зайнявши передостаннє місце. У підсумку «Лорка» через фінансові проблеми опустилася відразу на два дивізіони нижче — в Терсеру.
13 січня 2019 року очолив тренерський штаб львівських «Карпат».